# Трансформаторна олива

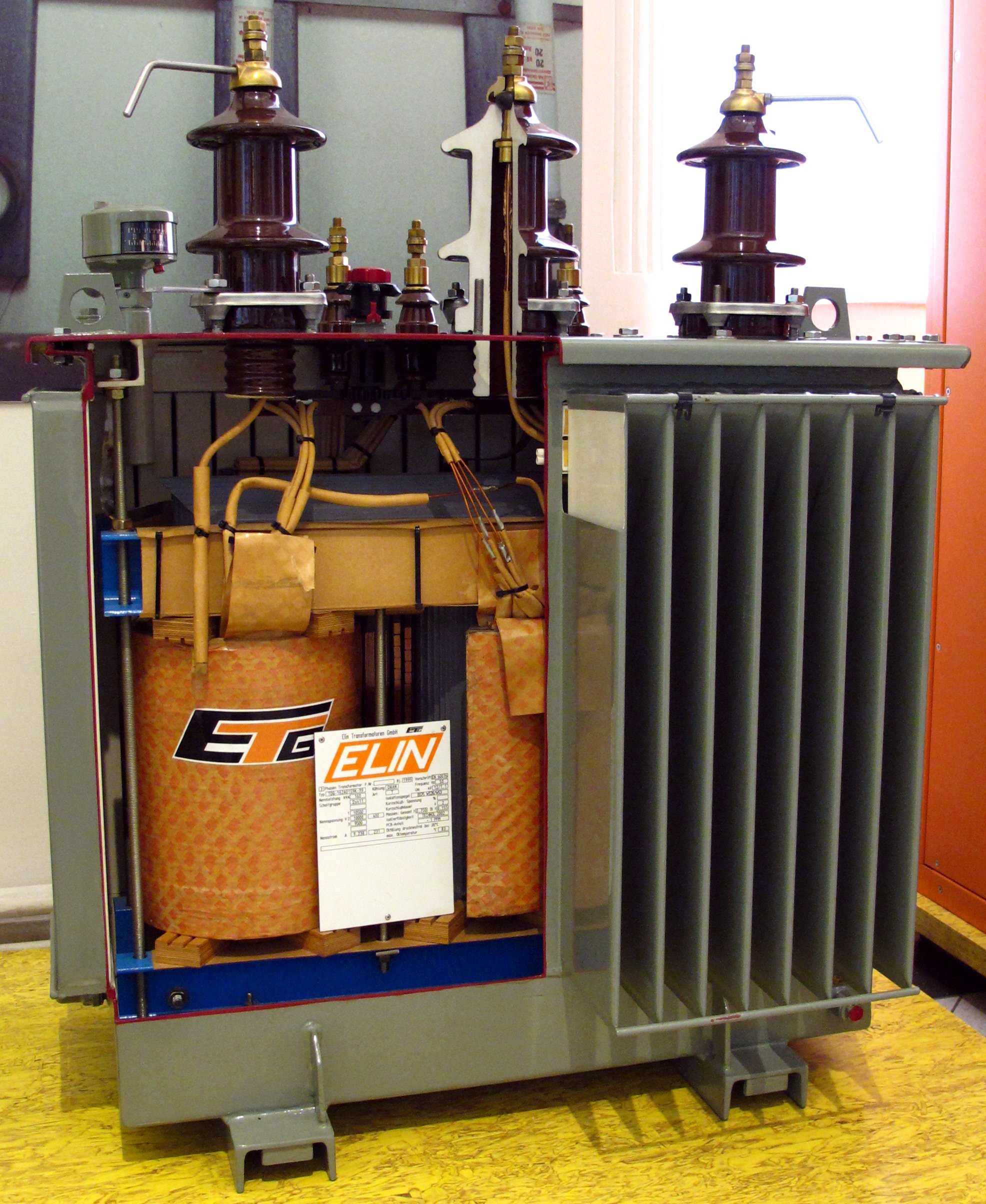
Силовий трансформатор у розрізі. Заповнюється трансформаторною оливою

Трансформа́торна оли́ва або Трансформа́торне ма́сло — мінеральне масло (олива) високої чистоти і малої в'язкості, що отримується шляхом очищення фракцій нафти. Застосовується для заливання силових і вимірювальних трансформаторів, реакторного обладнання, а також масляних вимикачів.

## Властивості
Трансформаторні оливи (масла) мають складний вуглеводневий склад (парафіни 10-15%, нафтени та циклопарафіни 60-70%, ароматичні вуглеводні 15-20%, асфальто-смолисті речовини 1-2% та ін.) із середньою масою молекул 220…340 а.о.м.. Температура закипання трансформаторних олив становить від 300 до 400 °С. З основних характеристик цих олив слід відзначити, що вони є горючими, піддаються біологічному розкладанню, практично не є токсичними, не впливають на озоновий шар. Значення густини трансформаторної оливи зазвичай перебуває в діапазоні (0,84…0,89)×10³ кг/м³.
Трансформаторні оливи (масла) виконують функції дугогасного середовища. Електроізоляційні властивості олив визначаються в основному тангенсом кута діелектричних втрат. В чистій оливі він за ГОСТ 982-80 не повинен перевищувати 0,5% при температурі 90°С і робочій частоті 50 Гц. В окисненій, забрудненій і зволоженій оливі тангенс кута діелектричних втрат зростає і може досягати значень більших за 15%. Електрична міцність трансформаторних олив, у свою чергу, в основному визначається присутністю волокон і води, тому механічні домішки і вода в таких маслах є небажаними складниками і повинні видалятись. Електрична міцність олив визначається на стандартному розряднику з напівсферичними електродами діаметром 25,4 мм та міжелектродною відстанню 2,5 мм. Пробивна напруга повинна становити не менше за 70 кВ, при цьому в розряднику електрична міцність оливи буде не меншою за 280 кВ/см. Діелектрична проникність масел є невеликою і коливається в межах 2,1…2,4.
Низька температура загусання трансформаторних олив (- 45°С і нижче) потрібна для збереження їхньої текучості в цих умовах. Для зниження температури загусання до олив додають депресорні присадки (депресанти).
Для забезпечення ефективного відведення тепла трансформаторні оливи повинні мати найменшу в'язкість при температурі спалаху не нижче за 95, 125, 135 та 150°С залежно від марки.
Важливою властивістю трансформаторних олив є їх стійкість до окиснення та здатність зберігати свої характеристики при тривалому використанні. Зазвичай всі сорти таких олив містять антиокиснювальну присадку (інгібітор), яка вводиться в масло для запобігання його окисненню під дією локальних високих температур і хімічних реакцій із струмопровідними і діелектричними матеріалами. Зазвичай, як присадку використовують 2,6-дітретичний бутил-4-метилфенол, що носить назву іонол (синоніми: агідол-1; керобіт; 2,6-діт-ретбутилпаракрезол, ДБПК, ДБК, топанол-0), рідше застосовуються інші добавки.
Публікація ІЕС 296 поділяє свіжі масла на три класи. Поділ ґрунтується на значеннях температури спалаху, температури застигання і в'язкості при 40 °С або іншій заданій температурі. Значення характеристик інгібірованих та неінгібірованих масел, відповідно до класу, наведені в таблиці.
| Параметр                                                              | Клас I           | Клас II           | Клас III       |
| --------------------------------------------------------------------- | ---------------- | ----------------- | -------------- |
| 1. Кінематична в'язкість, мм2/c при: 40 °С 20 °С -15 °С -30 °С -40 °С | ≤16,5 ≤40,0 ≤800 | ≤11,0 ≤25,0 ≤1800 | ≤3,5 ≤6,0 ≤150 |
| 2. Температура спалаху, °С                                            | ≥140             | ≥130              | ≥95            |
| 3. Температура застигання, °С                                         | ≤30              | ≤45               | ≤60            |

У методичних вказівках ГКД 34.43.101-97використовується поняття «стан трансформаторного масла», де мається на увазі сукупність властивостей трансформаторного масла, які зазнають змін у процесі збереження та експлуатації.
Залежно від стану трансформаторних олив слід розрізняти:
- свіжі масла — масла, які надходять від заводів-виготовлювачів і параметри яких визначаються відповідно до стандартів, технічних умов, сертифікатів, інших документів, що встановлюють і підтверджують якість цієї продукції;
- експлуатаційні масла — масла, параметри яких контролюються і оцінюються відповідно до вимог норм, періодичності та обсягів контролю, тобто вимог, що визначаються особливостями обладнання, в якому це масло експлуатується (тип обладнання, клас його напруги тощо). Експлуатаційне масло, залежно від особливостей та наслідків впливу на нього різних факторів (старіння, доливання, очищення в процесі експлуатації), можна умовно поділити на три групи:
  - масло у задовільному стані;
  - масло, що погребує очищення, яке може провадитися із зливанням та без зливання з обладнання (наявність вологи, механічних домішок);
  - масло, параметри якої перевищили бракувальні норми і яке потребує регенерації на підприємстві або переробки на заводі-виготовлювачі;
- регенеровані масла — це масла, параметри яких відновлюються спеціальними технологічними заходами до стану свіжого або експлуатаційного після того, як якість масла частково чи повністю досягла невідповідності вимогам норм експлуатації.

## Особливості використання
Перед заповненням електроапаратів оливу піддають глибокому термовакуумному обробленню. Концентрація повітря в маслі, що заливається в трансформатори з плівковим чи азотним захистом, герметичні вводи і герметичні вимірювальні трансформатори не повинна перевищувати 0,5% (при визначенні методом газової хроматографії), а вміст води 0,001% (мас. частка). В силові трансформатори без плівкового захисту і негерметичні вводи допускається заливати трансформаторне масло із вмістом води до 0,0025% (мас. частка). Вміст механічних домішок, що визначається як клас чистоти, не повинен бути гіршим за 11-й для обладнання, що працює при напругах до 220 кВ і не гіршим за 9-й для обладнання з напругою вище за 220 кВ.
Існує значний розрив між терміном служби трансформатора і терміном служби оливи у ньому. Трансформатор може працювати без ремонту 10-15 років, а олива вже через рік вимагає очищення, а через 4-5 років — регенерації. Заходами, що дозволяють продовжити термін експлуатації трансформаторної оливи, є:
- захист оливи від контакту із зовнішнім повітрям шляхом встановлення розширювачів з фільтрами, що поглинають кисень і воду, а також витіснення з масла повітря;
- зниження температури перегрівання оливи в умовах експлуатації;
- регулярні очищення олив від води і шламу;
- застосування безперервної фільтрації оливи з метою зниження кислотності;
- підвищення стабільності оливи шляхом введення антиокислювачів.

Для відновлення відпрацьованих трансформаторних олив застосовуються різноманітні технологічні операції, які полягають в обробці масла з метою видалення з нього продуктів старіння і забруднення. В основі технологій видалення лежать наступні методи:
- механічний — для видалення з оливи вільної води і твердих забруднень;
- теплофізичний (випарювання, вакуумна перегонка);
- фізико-хімічний (коагуляція, адсорбція).

Очищення оливи безпосередньо в трансформаторах і вимикачах може проводитися періодично або після аварії при різкому зниженні пробивної напруги, появи обвуглення та інших ненормальних явищах або на основі даних хроматографічного аналізу. Як правило, трансформатори та вимикачі в цих випадках виводяться з роботи і відмикаються від електричної мережі.
Для регенерації (очищення) відпрацьованих трансформаторних олив застосовуються різноманітні апарати та установки, робота яких базується, зазвичай, на використанні поєднання методів (фізичних, фізико-хімічних і хімічних), що дає можливість регенерувати (очищати) відпрацьовані масла різних марок і з різним ступенем зниження показників якості.
При регенерації (очищенні) масел, можливо, отримувати базові оливи, за якістю ідентичні до «свіжих», причому вихід масел залежно від якості сировини становить 80-90%. Таким чином, базові масла можна регенерувати (очищати) ще принаймні двічі, але це є можливим за умови застосування сучасних технологій.

## Асортимент трансформаторних олив
Нафтопереробна промисловість випускає декілька сортів трансформаторних олив. Вони різняться за сировиною та способом отримання.
Масло ТКп (ТУ 38.101890-81) виробляють з малосірчистих нафтенових видів нафти методом кислотно-лужного очищення. Містить присадку іонол. Застосування: обладнання з напругою до 500 кВ включно.
Масло селективного очищення (ГОСТ 10121-76) виробляють з сірчистих парафінистих видів нафти методом фенольного очищення з наступним низькотемпературним де парафінуванням. Містить присадку іонол. Застосування: обладнання з напругою до 220 кВ включно.
Масло Т-1500У (ТУ 38.401-58-107-97) виробляють з сірчистих парафінистих видів нафти з використанням процесів селективного очищення та гідрогенізації. Містить присадку іонол. Характеризується покращеною стійкістю до окиснення, має незначний вміст сірчистих сполук, мале значення тангенса кута діелектричних втрат. Застосування: електрообладнання з напругою до 500 кВ і вище.
Масло ГК (ТУ 38.1011025-85) виробляють з сірчистих парафінистих видів нафти з використанням процесу гідрокрекінгу. Містить присадку іонол. Повністю відповідає вимогам IEC 296 до масел класу IIA. Має добрі діелектричні властивості, високу стійкість до окиснення. Застосовується в електрообладнанні вищих класів напруги від 500 до 1150 кВ.
Масло ВГ (ТУ 38.401978-98)  виробляють з парафінистих видів нафти з використанням гідрокаталітичних процесів. Містить присадку іонол. відповідає вимогам IEC 296 до масел класу IIA. Має добрі діелектричні властивості та високу стійкість до окиснення. Використовується у вимірювальних, силових трансформаторах та іншій техніці з напругою до 1150 кВ (включно)
Масло АГК (ТУ 38.1011271-89) виробляють з парафінистих видів нафти з використанням гідрокаталітичних процесів. Містить присадку іонол. За низькотемпературною в'язкістю і температурою спалаху є проміжним між маслами класів IIA та IIIA стандарту IEC 296. Має добрі діелектричні властивості та високу стійкість до окиснення Використання: трансформатори арктичного виконання.
Масло МВТ (ТУ 38.401927-92) виробляють з парафінистих видів нафти з використанням гідрокаталітичних процесів. Містить присадку іонол. Задовольняє вимоги IEC 296 до масел класу IIIA. Має унікальні низькотемпературні властивості, малий тангенс кута діелектричних втрат і високу стійкість до окиснення. Використання: масляні вимикачі і трансформатори арктичного виконання.